# 新約
新約（希伯來語：ברית חדשה，羅馬化：berit hadashah，羅馬化：diatheke kaine），或作新法（斯拉夫語，包括俄羅斯語），是一個基督教概念，指神已經或將要藉著耶穌基督實現的、與以色列的舊約和舊法相對的應許：「我要將我的律法放在我們裏面、寫在他們心上。我要作他們的神、他們要作我的子民他我們各人不再教導自己的鄰舍、和自己的弟兄、說、你該認識耶和華。因爲他們從最小的、到至大的、都必認識我。我要赦免他們的罪孽、不再記念他們的罪惡。這是耶和華說的。」(耶利米書第31章31至34節)新約的概念通常被認為是一個基督教末世論（最後的未來）的用語，與來世和神的國相關聯，因為通常的末世始臨論觀點認為這種新約「已經但尚未」（英語：already but not yet）圓滿成就，基督徒認為現在在教會裡聖潔的生活是為復活作預備、以來世為終點的朝聖的旅程，只有在復活後的來世才可以真正地與神合一。但也有末世已臨論的觀點認為新約已經被建立，就是耶穌的事工與他所留下的遺產，由他的門徒們繼續下去，是一個歷史而不是超歷史的現象。
基督徒通常相信耶利米書中承諾的新約作為圣餐禮的一部分在最后的晚餐上被建立，在約翰福音中更與新的誡命並存。希伯來書第九章十六至十七節說：「凡有遗嘱，必须证实立遗嘱的人已经死了。因为人死了，遗嘱才有效力；立遗嘱的人尚在，遗嘱就不能生效。」因此，新教信徒通常認為新約只有在基督死後才生效。天主教新美國版聖經的註解也認可了基督就是那個「去世而使遺囑生效的立遺囑的人」。基督徒就這樣相信基督是新約的中保，而他被釘十字架時流的寶血是贖罪的祭。